# Курьинский (Свердловская область)
Курьинский — посёлок Ирбитского муниципального образования Свердловской области. 

## География
Посёлок расположен в 20 километрах (по автотрассе в 24 километрах) к северо-западу от города Ирбита, на левом берегу реки Ницы. В одном километре к западу от посёлка расположено Большое озеро-старица.

## Население
| 2002 | 2010 | 2021 |
| ---- | ---- | ---- |
| 355  | ↘296 | ↘182 |